# El juego de la vida
El juego de la vida (no Brasil: A Vida é um Jogo em Portugal: O Jogo da tua Vida) é uma telenovela mexicana produzida por Roberto Gómez Fernández para a Televisa e exibida pelo Canal de las Estrellas entre 12 de novembro de 2001 e 28 de junho de 2002, substituindo Amigas y rivales e sendo substituída por Clase 406.
A história é original de Katia Ramírez Estrada e Enna Márquez.
A trama é protagonizada por Valentino Lanus e Sara Maldonado, co-protagonizada por Ana Layevska, Mike Biaggio, Ingrid Martz e Margarita Magaña e antagonizada por Maki e Raúl Araiza.

## Sinopse
A telenovela conta basicamente a história das amigas Lorena, Paulina, Daniela e Fernanda, todas com dezessete anos. E o cenário da trama é o mundo do futebol. Unidas por um forte laço de amizade, essas adolescentes, que estudam no mesmo colégio, estão sempre juntas até nos momentos mais complicados. Elas farão parte de um time de futebol feminino e viverão uma série de aventuras, incluindo conquistas e desilusões amorosas.
Lorena passou por uma desilusão amorosa, mas encontra novamente o amor em João Carlos, um rapaz que nunca pensaria em confiar plenamente. Já Paulina é inexperiente quando o assunto é paixão. Recebe o carinho especial das amigas, que acabam por substituir a falta de atenção de sua própria família. Na trama, seu desejo por amor a fará ver que um relacionamento só vale a pena quando é verdadeiro. Fernanda é capaz de dar a vida por suas amigas. É explosiva e, às vezes, rude. Jamais imaginou que um simples beijo apaixonado poderia mudar sua vida completamente. O felizardo é Diego, seu melhor amigo no começo da trama. Daniela é a sonhadora da turma e vive em um mundo todo cor de rosa. É emotiva e insegura, mas acredita que o amor sempre prevalecerá. João Carlos é o galã. É apaixonado por química e sonha em tornar-se um grande farmacêutico. É trabalhador e faz de tudo para defender a sua família. Lutará para formar um time de futebol feminino. E seu amor por Lorena fará com que jogue pesado, em determinados momentos. Tania é uma patricinha que quer conquistar o amor de João Carlos e sente muita inveja de Lorena.

## Elenco
- Valentino Lanús - João Carlos Dominguez
- Ana Layevska - Paulina de la Mora
- Sara Maldonado - Lorena Álvarez
- Mike Biaggio - Antônio "Toninho" Pacheco
- Ingrid Martz - Gina Guzmán
- Margarita Magaña - Fernanda Pacheco
- Jacqueline García - Daniela Duarte
- Maki - Tânia Vidal
- Gabriela Caño - Araceli Fuentes
- Otto Sirgo - Xavier Álvarez
- Raúl Araiza - Ezequiel Dominguez
- Luciano Seri - Diego Santillán
- Cristian Seri - Oscar Santillán
- Patricio Borghetti - Patrício Fernández
- Luis Gimeno - Nicolas
- Fuzz - Margarida
- Lucero Lander - Lúcia
- Tina Romero - Mercedes
- Raquel Morell - Consuelo
- Mariana Karr - Victoria
- Raquel Pankowsky - Bertha #1
- Cecilia Gabriela - Bertha #2
- Mauricio Barcelata - Mariano Alarcón
- Sergio Ochoa - Carmelo Sánchez
- Alejandro Tommasi - Xavier
- Fátima Torre - Fátima
- Alexandra Monterrubio - Cinthia
- Juan Carlos Martín del Campo - André
- Silvia Mariscal - Sara
- Manuel "Flaco" Ibáñez - Augusto
- Juan Carlos Colombo - Ignacio
- Rafael Amador - Genaro
- Ofelia Cano - Eugênia
- Héctor Sáez - Braulio
- Dulce María - Marcela

## Exibição
Foi exibida no Brasil pelo SBT entre 1 de janeiro e 10 de fevereiro de 2007 em 36 capítulos, substituindo Rebelde. Inicialmente anunciada com o título "O Jogo da Vida" e mais tarde tendo o título mudado para "A Vida é um Jogo", devido a um conflito de registro no INPI por causa de um programa de título semelhante. Foi substituída pela série Desaparecidos.
A trama teve uma baixa audiência, e de 165 capítulos originais, foram exibidos em apenas 36 capítulos, encurtando a trama que tinha previsão de durar 7 meses.

## Audiência

### No México
Em sua exibição original, a trama alcançou 23,8 pontos de média.

### No Brasil
Enquanto esteve no ar, a trama acumulou média de 3 pontos.